# Route 271 (Québec)
Pour les articles homonymes, voir Route 271.
La route 271 (R-271) est une route régionale québécoise d'orientation nord / sud située sur la rive sud du fleuve Saint-Laurent. Elle dessert la région administrative de Chaudière-Appalaches.

## Tracé
L'extrémité sud de la route 271 se situe à Saint-Georges, à sa jonction avec les routes 173 et 204. Elle traverse le centre-ville de Saint-Georges, puis le pont David-Roy. Elle prend une orientation sud-ouest / nord-est jusqu'à Saint-Éphrem-de-Beauce, où elle fait un virage à 90 degrés pour se diriger vers le nord-ouest. Son extrémité nord est située à Sainte-Croix, à l'intersection de la route 132.

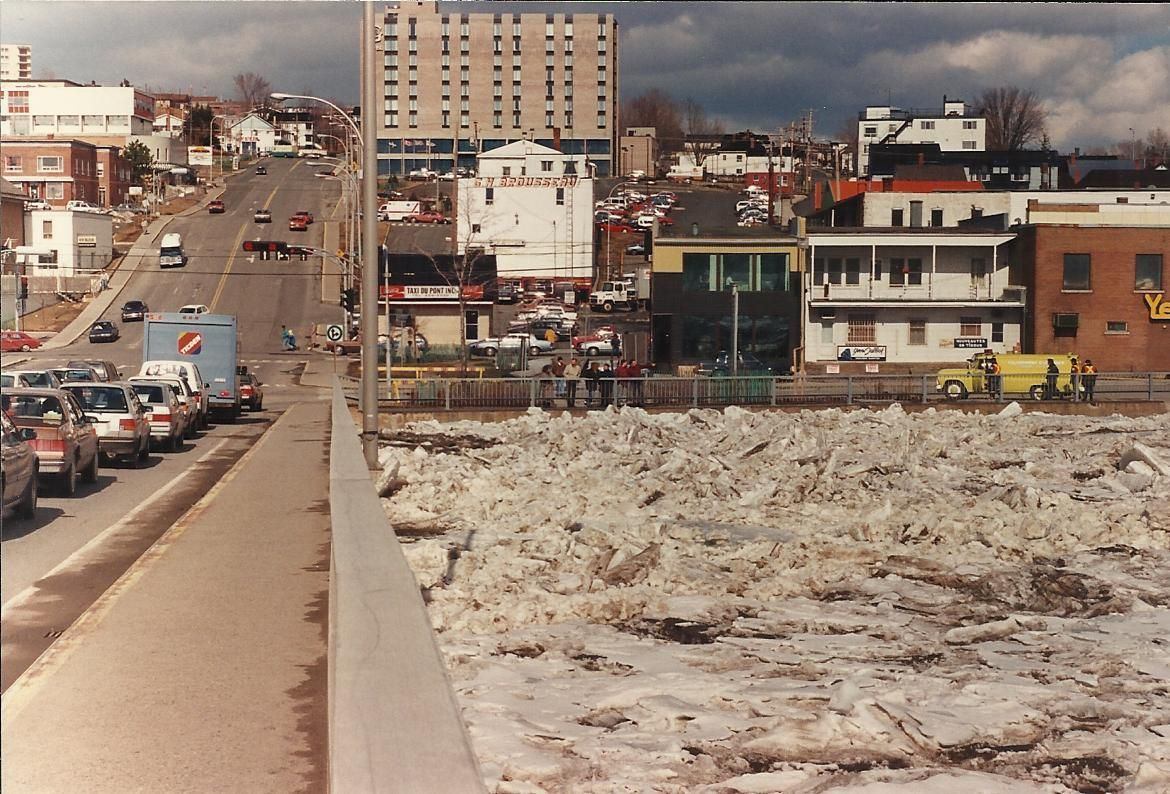
Pont David-Roy à Saint-Georges.
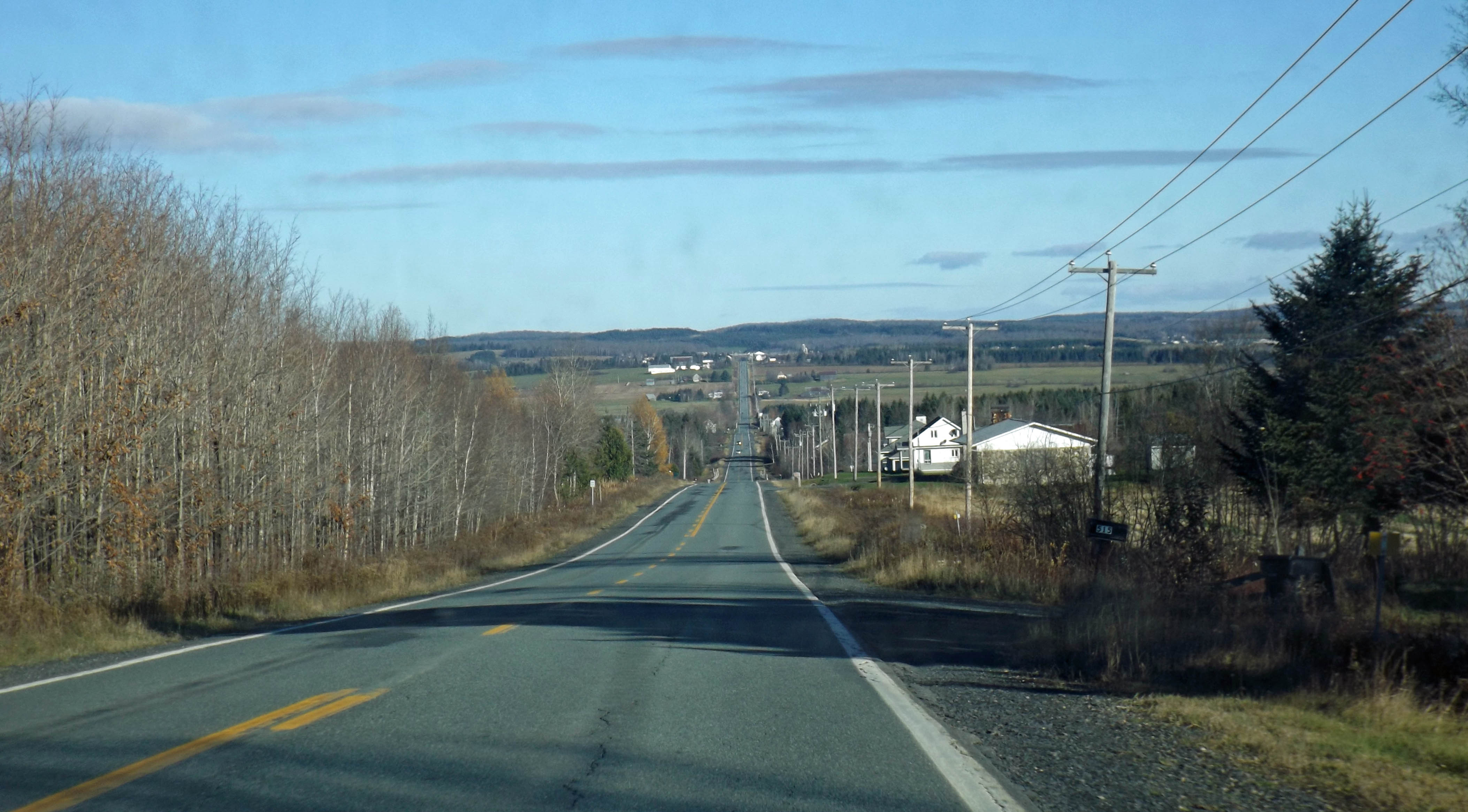
Route 271 à Saint-Benoît-Labre.
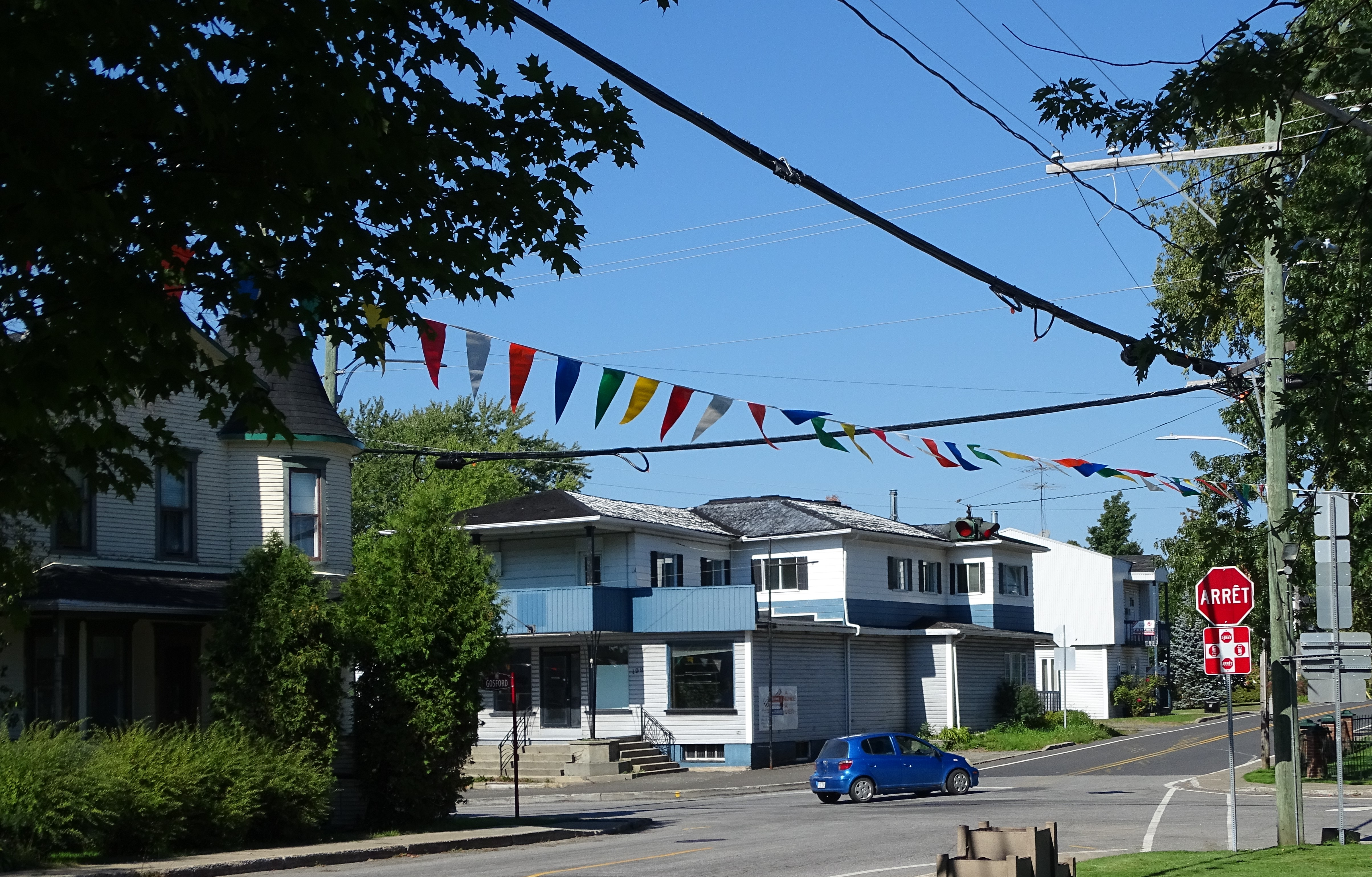
Intersection des routes 218 et 271 à Sainte-Agathe-de-Lotbinière.
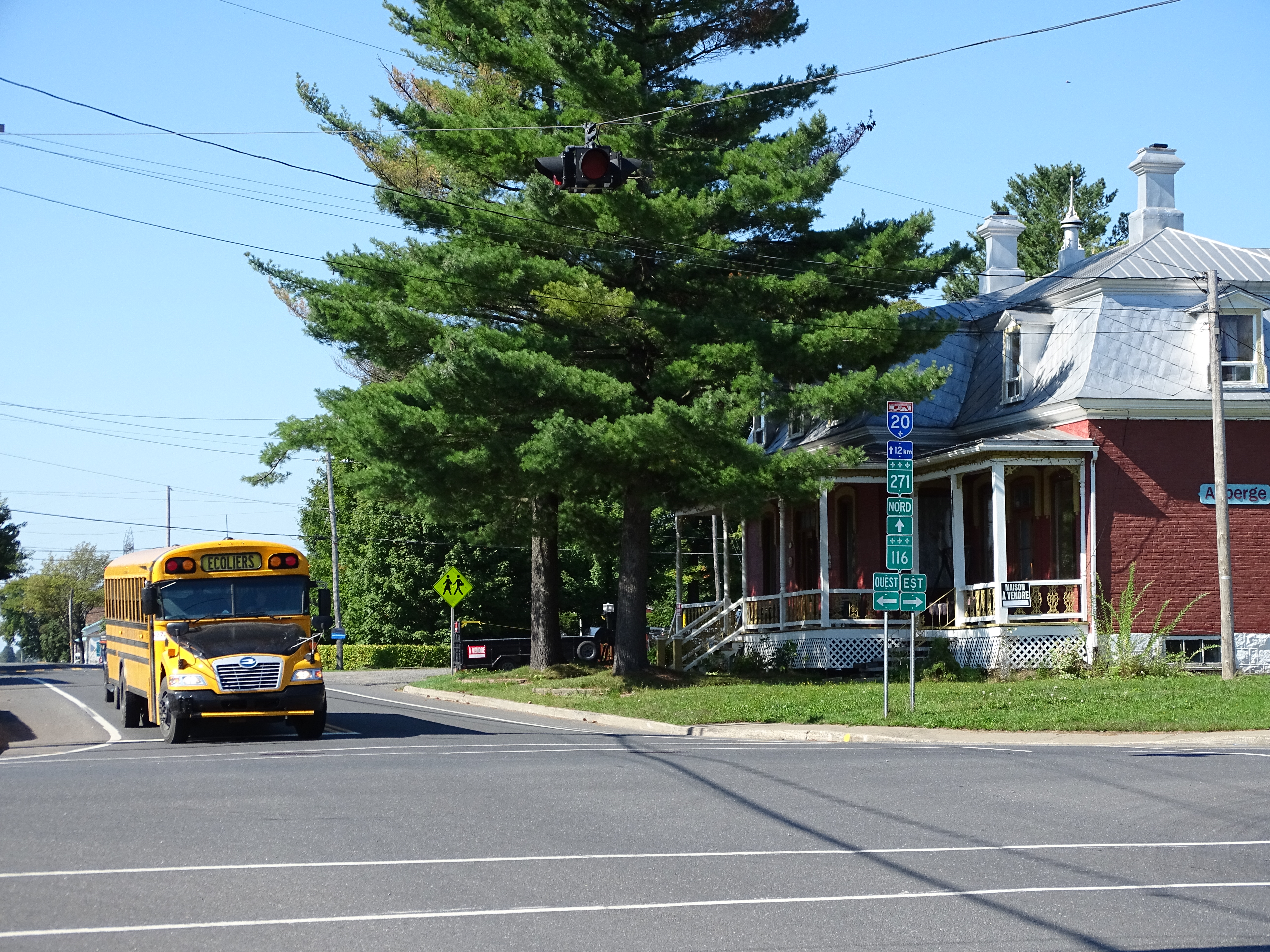
Intersection des routes 116 et 271 à Dosquet.
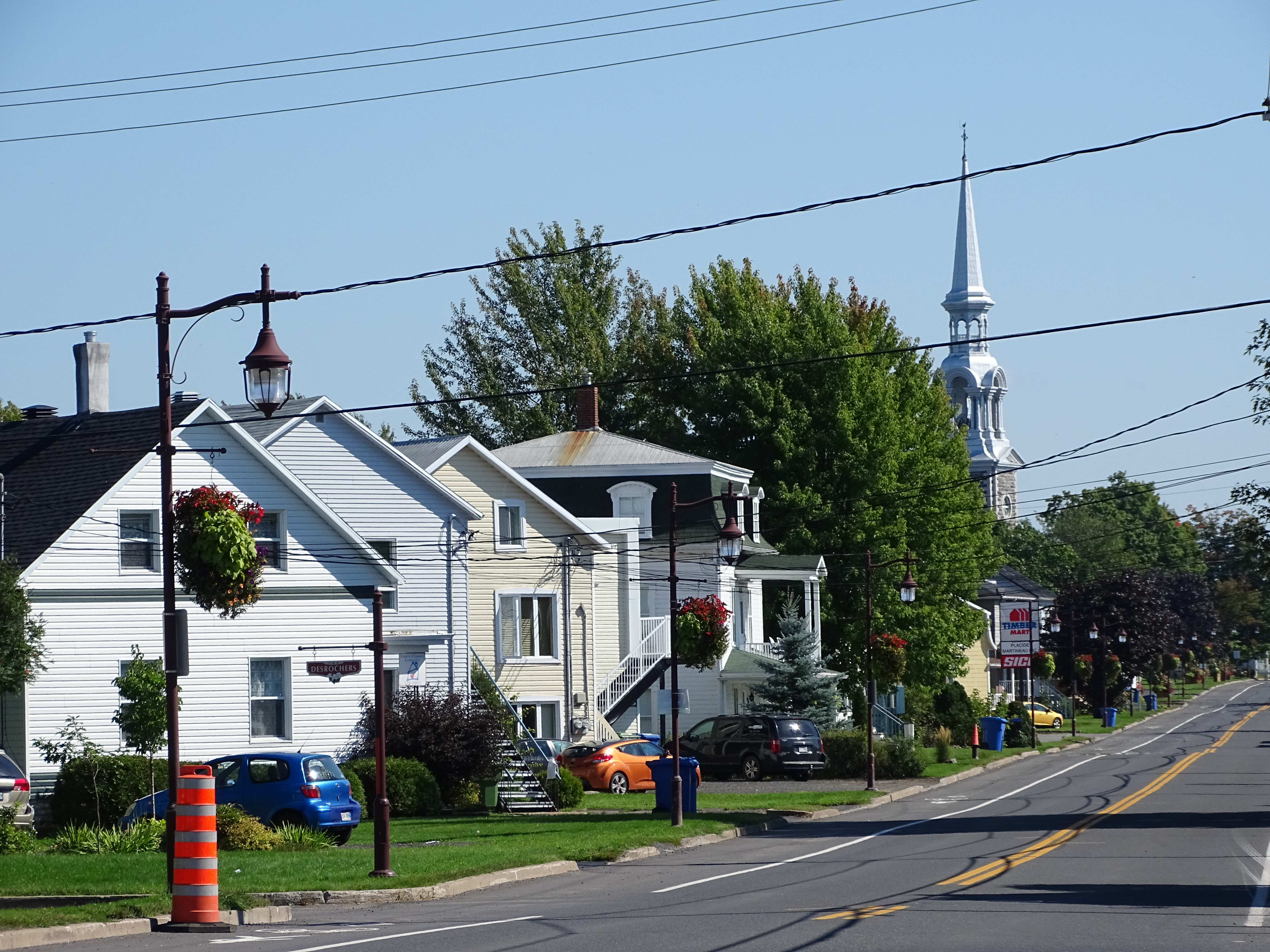
Rue Principale à Saint-Flavien.
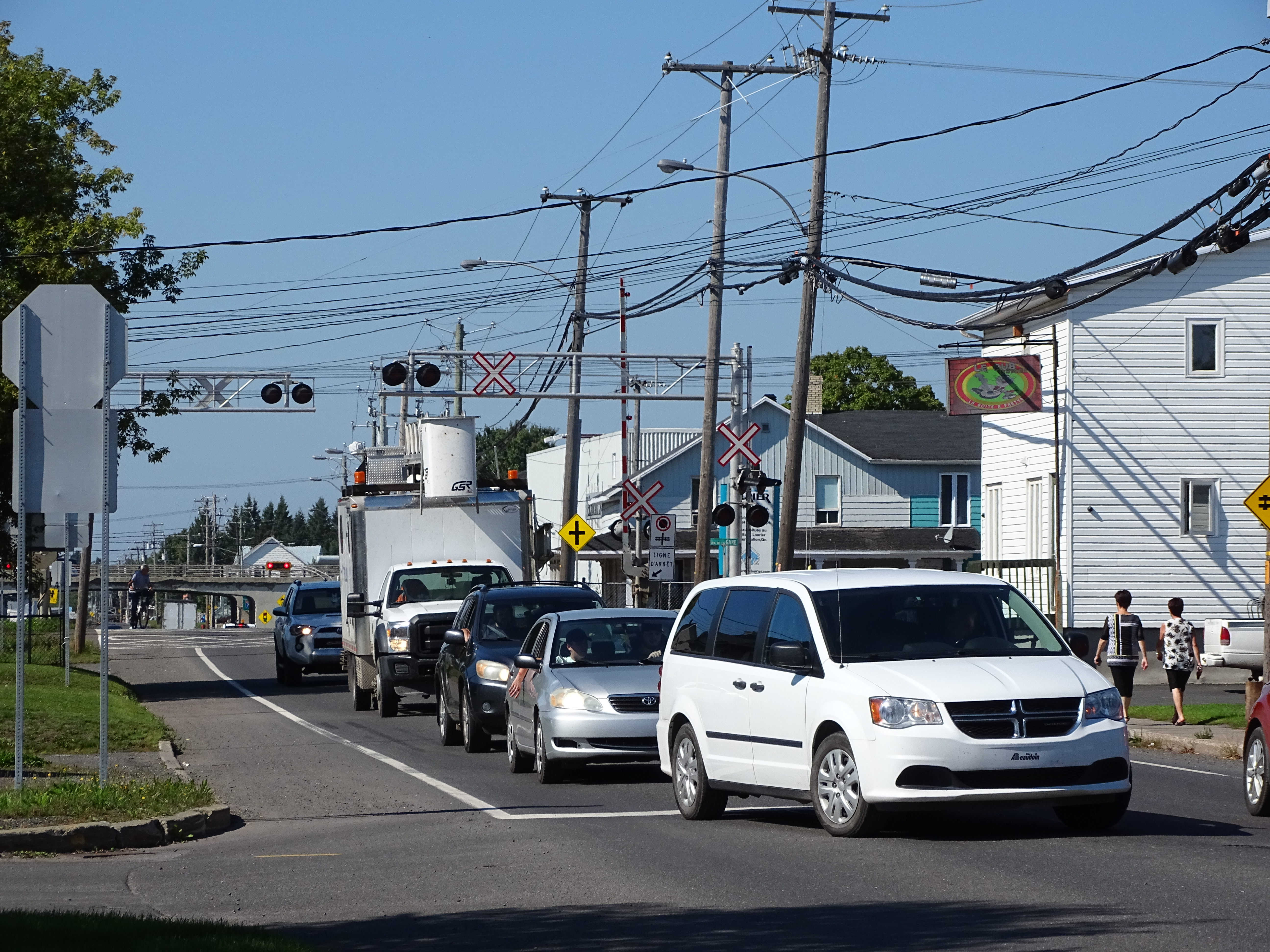
Boulevard Saint-Joseph à Laurier-Station.

## Localités traversées (du sud au nord)
Liste des municipalités dont le territoire est traversé par la route 271, regroupées par municipalité régionale de comté.

### Chaudière-Appalaches
Beauce-Sartigan
- Saint-Georges
- Saint-Benoît-Labre
- Saint-Victor
- Saint-Éphrem-de-Beauce

Les Appalaches
- Sainte-Clotilde-de-Beauce
- Sacré-Cœur-de-Jésus
- Saint-Pierre-de-Broughton
- Thetford Mines
- Saint-Jacques-de-Leeds

Lotbinière
- Sainte-Agathe-de-Lotbinière
- Dosquet
- Saint-Flavien
- Laurier-Station
- Notre-Dame-du-Sacré-Cœur-d'Issoudun
- Sainte-Croix

## Intersections majeures
| MRC                     | Municipalité                | km     | Destinations                                              | Notes |
| ----------------------- | --------------------------- | ------ | --------------------------------------------------------- | --- |
| Beauce-Sartigan         | Saint-Georges               | 0,00   | R-204 – Québec, Saint-Côme–Linière, Maine (USA)           | |
| Beauce-Sartigan         | Saint-Éphrem-de-Beauce      | 26,60  | R-108 est – Beauceville                                   | Terminus sud du multiplex avec la R-108                                                                                             |
| Beauce-Sartigan         | Saint-Éphrem-de-Beauce      | 26,70  | R-108 ouest – La Guadeloupe                               | Terminus nord du multiplex avec la R-108                                                                                            |
| Les Appalaches          | Sacré-Cœur-de-Jésus         | 46,60  | R-112 est – Québec                                        | Terminus sud du multiplex avec la R-112                                                                                             |
| Les Appalaches          | Thetford Mines              | 51,30  | R-112 ouest – Thetford Mines                              | Terminus nord du multiplex avec la R-112                                                                                            |
| Les Appalaches          | Saint-Jacques-de-Leeds      | 70,30  | R-216 ouest / R-269 sud – Kinnear's Mills, Thetford Mines | Terminus sud du multiplex avec la R-216 / R‑269; Kinnear's Mills indiqué en direction nord, Thetford Mines indiqué en direction sud |
| Les Appalaches          | Saint-Jacques-de-Leeds      | 75,10  | R-216 est / R-269 nord – Saint-Gilles                     | Terminus nord du multiplex avec la R-216 / R‑269                                                                                    |
| Lotbinière              | Sainte-Agathe-de-Lotbinière | 86,60  | R-218 est – Saint-Gilles                                  | Terminus sud du multiplex avec la R-218                                                                                             |
| Lotbinière              | Sainte-Agathe-de-Lotbinière | 87,60  | R-218 ouest – Lyster                                      | Terminus nord du multiplex avec la R-218; indications en direction nord seulement                                                   |
| Lotbinière              | Dosquet                     | 99,50  | R-116 – Lyster, Saint-Agapit                              | |
| Lotbinière              | Laurier-Station             | 111,10 | A-20 – Montréal, Québec                                   | Sortie 278 de l'A-20 |
| Lotbinière              | Sainte-Croix                | 120,10 | R-226 ouest – Saint-Édouard-de-Lotbinière                 | Terminus est de la R-226 |
| Lotbinière              | Sainte-Croix                | 123,40 | R-132 – Lévis, Bécancour                                  | |
| - Terminus de multiplex |                             |        |                                                           | |